# 東弗賴格里希特湖

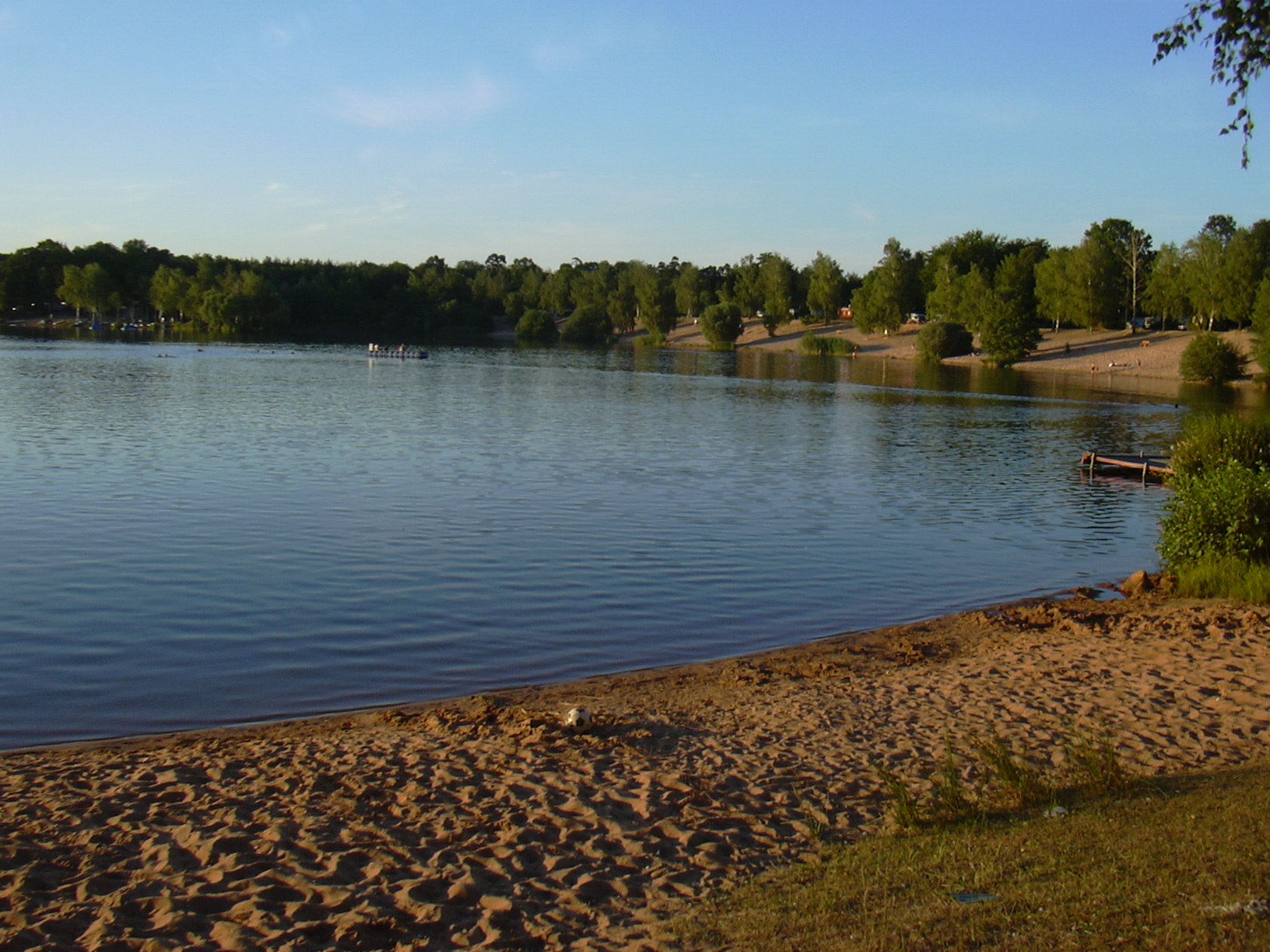

50°05′07″N 9°00′23″E / 50.08518°N 9.00633°E
東弗賴格里希特湖（德語：Freigericht-Ost），是德國的湖泊，位於該國東南部，由巴伐利亞州負責管轄，處於阿沙芬堡縣，長0.8公里、寬0.6公里，面積0.29平方公里，海拔高度105米，最大水深16米。